# أنوبي
```
Anobii
 هو 
موقع للتواصل الاجتماعي
 يستهدف قراء 
الكتب
. تم إطلاق موقعه على الإنترنت في عام 
2006
 من قبل 
جريج سونغ
 . تم الاستحواذ عليه لاحقا من قبل الناشر Mondadori في عام 2014 من مشروع مدعوم من 
HMV Group
 
وHarperCollins
 و Penguin و 
Random House
 .
```

تتيح الخدمة للأفراد فهرسة كتبهم وتقييمها ومراجعتها ومناقشتها مع القراء الآخرين. الخدمة متاحة عبر موقع Anobii الإلكتروني وتطبيقات iOS و Android . تتيح التطبيقات للأفراد مسح الباركود ضوئيًا وقراءة مراجعات المجتمع والخبراء.
لدى Anobii قراء في أكثر من 20 دولة ، ولكنه أكثر شعبية في إيطاليا.

## تاريخ
في 2 مارس 2011 أعلن أنه في عام 2010 Anobii قد تم الاستحواذ عليه من قبل مجموعة HMV وبدعم من هاربر كولينز ، شركة البطريق و مجموعة راندوم هاوس .
في 12 يونيو 2012 ، أُعلن أن HMV باعت حصتها لشركة سوبرماركت المملكة المتحدة سينسبري مقابل 1 جنيه إسترليني.
في يناير 2014 ، تم بيع Anobii Ltd إلى الناشر الإيطالي Arnoldo Mondadori Editore .
في 29 مايو 2019 ، تم بيع Anobii Ltd إلى مطور تطبيقات وبرمجيات المحمول الإيطالي Ovolab.
تأتي كلمة "Anobii" من <i id="mwLg">Anobium Punctatum</i> ، وهو الاسم اللاتيني <i id="mwLg">لأكثر أنواع الكتب</i> شيوعًا.